# Andrija Vukčević
Andrija Vukčević (cyryl. Андрија Вукчевић; ur. 11 października 1996 w Podgoricy) – czarnogórski piłkarz występujący na pozycji lewego obrońcy, reprezentant Czarnogóry, od 2024 roku zawodnik hiszpańskiej Cartageny.